# لیتی
لیتی (به لاتین: Leyti) یک منطقه مسکونی در جمهوری آذربایجان است که در شهرستان شابران واقع شده‌است. لیتی ۱۴۰ نفر جمعیت دارد.